# Pseudogarypidae
Pseudogarypidae är en familj av spindeldjur. Pseudogarypidae ingår i överfamiljen Feaelloidea, ordningen klokrypare, klassen spindeldjur, fylumet leddjur och riket djur. Enligt Catalogue of Life omfattar familjen Pseudogarypidae 7 arter. 
Kladogram enligt Catalogue of Life:
| Pseudogarypidae | \| \| Neopseudogarypus \| \| \| \| \| \| Pseudogarypus \| \| \| \| |
|                 | \| \| Neopseudogarypus \| \| \| \| \| \| Pseudogarypus \| \| \| \| |
|                 | Feaellidae                                                         |
|                 |                                                                    |
|                 | Neopseudogarypus                                                   |
|                 |                                                                    |
|                 | Pseudogarypus                                                      |
|                 |                                                                    |

|  | Neopseudogarypus |
|  |                  |
|  | Pseudogarypus    |
|  |                  |